# Corregimiento de Guayaquil
El Corregimiento de Guayaquil fue una organización jurídica e institución colonial de control regida por el derecho indiano; e inspectiva de justicia, política y recaudación fiscal con residencia en una entidad territorial ultramarina integrante del Imperio español. El corregimiento estaba administrativamente dirigido por un cabildo superior con sede privilegiada en la ciudad de Santiago de Guayaquil y otro cabildo autónomo (subordinado al anterior solo en materia judicial y fiscal) con sede en San Gregorio de Puerto Viejo, los cuales fueron conformantes de la pertenencia institucional al distrito de la Real Audiencia de Quito ante la conformación geográfico-fragmentaria de la Presidencia de Quito.
El Corregimiento de Guayaquil en su jerarquía gubernamental sucedió a la antigua Tenencia de Santiago durante los temporales procesos de mudanza de la ciudad desde 1534 hasta ocurrido el último traslado en 1547 y hacia efectuarse el nombramiento del primer Corregidor en 1552, incluyéndose como parte de la división administrativa del antiguo Virreinato del Perú y la Gobernación de Nueva Castilla, y luego del antiguo Virreinato de Nueva Granada (1717-1723) y (1739-1764). Aparte de haber sido el seno de una institución colonial española residente con sede en la ciudad de Guayaquil, también es llamado como un periodo colonial de la historia guayaquileña. Su extensión territorial alcanzó a ocupar y abarcar la mayor parte de la actual costa ecuatoriana y el Golfo que lleva puesto el nombre de la citada ciudad-sede; comprendiendo en su límite norte hasta la mitad de la actual provincia de Manabí, (incorporando de ésta solo la Tenencia de Puerto Viejo) y limitando con el Corregimiento de Quito en dicha latitud. Por el límite sur hasta incluir inmediaciones de la población de Tumbes con el Corregimiento de Piura en la Audiencia de Lima, por el lado Este con el Océano Pacífico y la incluyente Tenencia de la isla Puná y por el Oeste con los fragmentos territoriales de las provincias ecuatorianas de El Oro, Los Ríos, Azuay y Loja, que estaban compuestas por los corregimientos de Cuenca y  Loja.

## Cédula Real sobre la Saca del Cacao

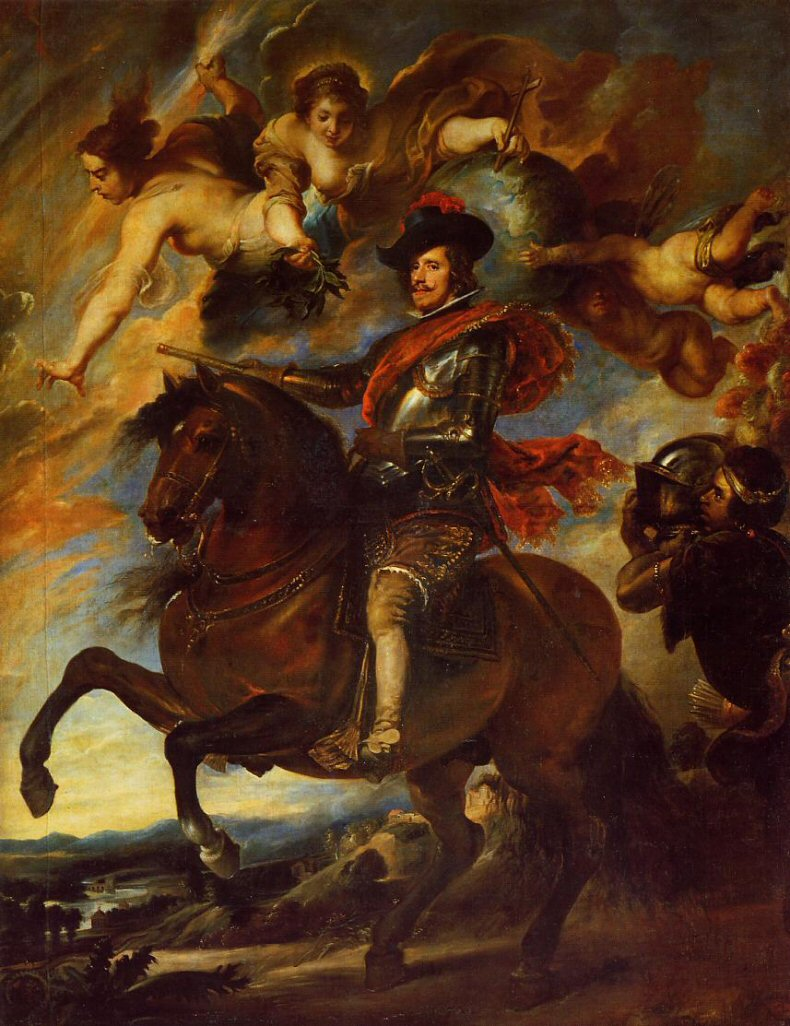
Retrato alegórico a Don Felipe IV como Rey de España y Emperador de las Indias en su consideración intitular historiográfica de Rey Planeta, pintado por Peter Paul Rubens.

El cabildo recibe una Cédula Real expedida por mandato del Rey Don Felipe IV sobre la Saca del Cacao en inspiración a las peticiones y argumentos realizadas por el procurador general Fermín de Asiayn en el cabildo pasado del 20 de mayo de 1639, para dar la orden de realizar copia de los textos originales y por tanto puedan retomarse la cobranza tributaria de las Alcabalas de la ciudad, afianzadas a partir en periodos de dos años consecutivos. El Rey por su parte en dicho documento relata textualmente a detalle lo más importante:

Habiéndoseme hecho relación de que el Príncipe de Esquilache, siendo mi Virrey [...], prohibió, el salir navío con cacao del Puerto de la ciudad de Guayaquil, sin su licencia, para los de Tierra Firme, Nueva España y otras partes y que (a)demás de lo que se minorarían mis reales derechos, los vecinos de aquella ciudad recibían mucho daño, por ser la principal salida que tenían de su fruto y por otras razones que se me presentaron; y suplicándoseme fuese servido de darles licencia para que libremente con ella [...] la dicha ciudad pudiese sacar el dicho cacao y demás frutos que cogen en ella y su distrito y navegarlas a las partes que les parecieren sin necesidad de otra licencia, con cuya ocasión mandé al Marqués de Guadalcálzar [...] y a mi Audiencia de San Francisco del Quito, por cedula de seis de Marzo de seiscientos y veinte y tres, me enviasen relación de lo que (a)cerca de ello se les ofrecía [...], y que así le parecía no se debe hacer novedad, porque a titulo de llevar del dicho puerto al de Acapulco cacao no se abra por aquel camino correspondencia con la Nueva España, supuesto que (solamente) (dán)dole en los navíos que de ordinario van de allí al Callao, lo podrán navegar registrando en los de permisión que cada año salen del dicho puerto de Acapulco, con que los vecinos de Guayaquil tendrán buena (canti)dad (de ganancias). Y, visto por los de mi Consejo de las Indias (dispusose) lo que (a)cerca de ello me escribió la dicha mi Audiencia de Quito [...] y el Licenciado Luis Enríquez, Fiscal en esa (jurisdicción) [...] y lo alegado por Juan Pardo del dicho mi Consejo, (me) ha parecido encargaros (obedezcáis) como lo hago, que os habiendo informado de la dicha Audiencia de Quito y considerado atentamente las razones que representan los dichos vecinos de Guayaquil para navegar desde allí sus frutos a la Nueva España, e inconvenientes (tempranos) que de ello puede resultar, así a mi servicio como al comercio general de estos reinos y esas provincias [...] lo mediéis y dispongáis de tal manera que los dichos vecinos consigan la comodidad que (me han hecho llegar con relación) y teniendo atención al bien(estar) (y utilidad de aquella republica).
Fragmento principal extraído del Tomo III de las Actas del Cabildo Colonial de Guayaquil de 1650 a 1657

## Los abusos y negocios de los Castros con el Cabildo
De su llegada a Guayaquil como electo Presidente de la Real Audiencia de Quito, Don Antonio de Morga comenta sobre la situación política y económica de la Ciudad en aquellos momentos.

[…].En Guayaquil todo son los Castros, en el gobierno de la Ciudad, en el comercio y en la construcción de los barcos. Son los hijos y nietos de un Corregidor español arribado a esas costas hace cincuenta años. El Sargento José de Castro es Armador y a la vez Gobernador.  Él, hizo manejos para no estar sujetos a esta Audiencia, sino para responder al Virrey (directamente), con lo que mi autoridad ha sido gravemente desmedrada. Los Castros hacen maquinaciones en la Ciudad de los Reyes y en la Corte (de Madrid) para que no se preparen otros puertos, ni se levanten nuevos astilleros. De esta manera, tienen puesta la mano en el cuello a toda la provincia. Y aun dentro de la misma Ciudad, no permiten que se haga otro muelle grande, porque el que hay es de su propiedad, por allí pasa el correo y toda la mercadería. Al gobernar el puerto tienen las llaves del país, del que se creen dueños. Se dice que casa de dos puertas mala es de guardar, pero la experiencia ha ensenado que un reino con una sola puerta está expuesto a quedarse sin salida al embate de una flota, que no ha de ser grande para tomar una Ciudad tan desguarnecida como lo está Guayaquil, donde los españoles no llegan a doscientos entre criollos y europeos. El resto son unos diez mil mulatos y negros muy insolentes, quienes se juntan en gavillas de malandrines, que rara vez dejan pasar enteros los bultos que vienen para Quito. Parece haber acuerdo entre estos bribones y los dueños de la Ciudad, porque les sirven para todos sus propósitos y se respetan entre ellos, a pesar de ser la plebe tan insumisa a cualquier autoridad. […].La sordera y terquedad de la Corte de Lima es el mayor peligro para Quito, porque están empeñados en evitar que esta provincia se mejore y enriquezca, con lo que podría convertirse en otro Virreinato, cosa que temen, como la que más, los Oficiales de la Ciudad de los Reyes. Para el distrito de Guayaquil, el mal gobierno del Perú ha procurado más destrozos que los holandeses y más estorbos que las arbitrariedades de los Castros. Pero estos (Señores) lisonjean a los Virreyes a fin de que les permitan estar libres de la autoridad de Quito, sin ver que son los limeños la más grande valla a su propia riqueza. Ha(ce) pocos años consiguieron una Cedula Real por la cual la Audiencia (de Quito) está prohibida de tomar residencia al gobernador de ese puerto.

Guayaquil por su parte debido a ser el primer punto del Camino Real de la Audiencia de Quito, tramitó durante todo el siglo XVII mayor libertad comercial de sus frutos fueras del Virreinato del Perú, preferencia que no pudo conseguir a instancias muy superiores como el mismo Real Consejo de Indias y la Corte de Madrid para lograrlo con agentes comerciales en puertos de la Nueva España. Los Virreyes del Perú acostumbrados a los regalos y a las prebendas de riquísimos vecinos porteños expidieron cédulas donde en materia aduanera, comercial y mercantil no se le rindiese cuentas a la Audiencia de Quito, sino a la persona del Virrey directamente.

## Las arbitrariedades de los Castro en la sesiones del cabildo colonial

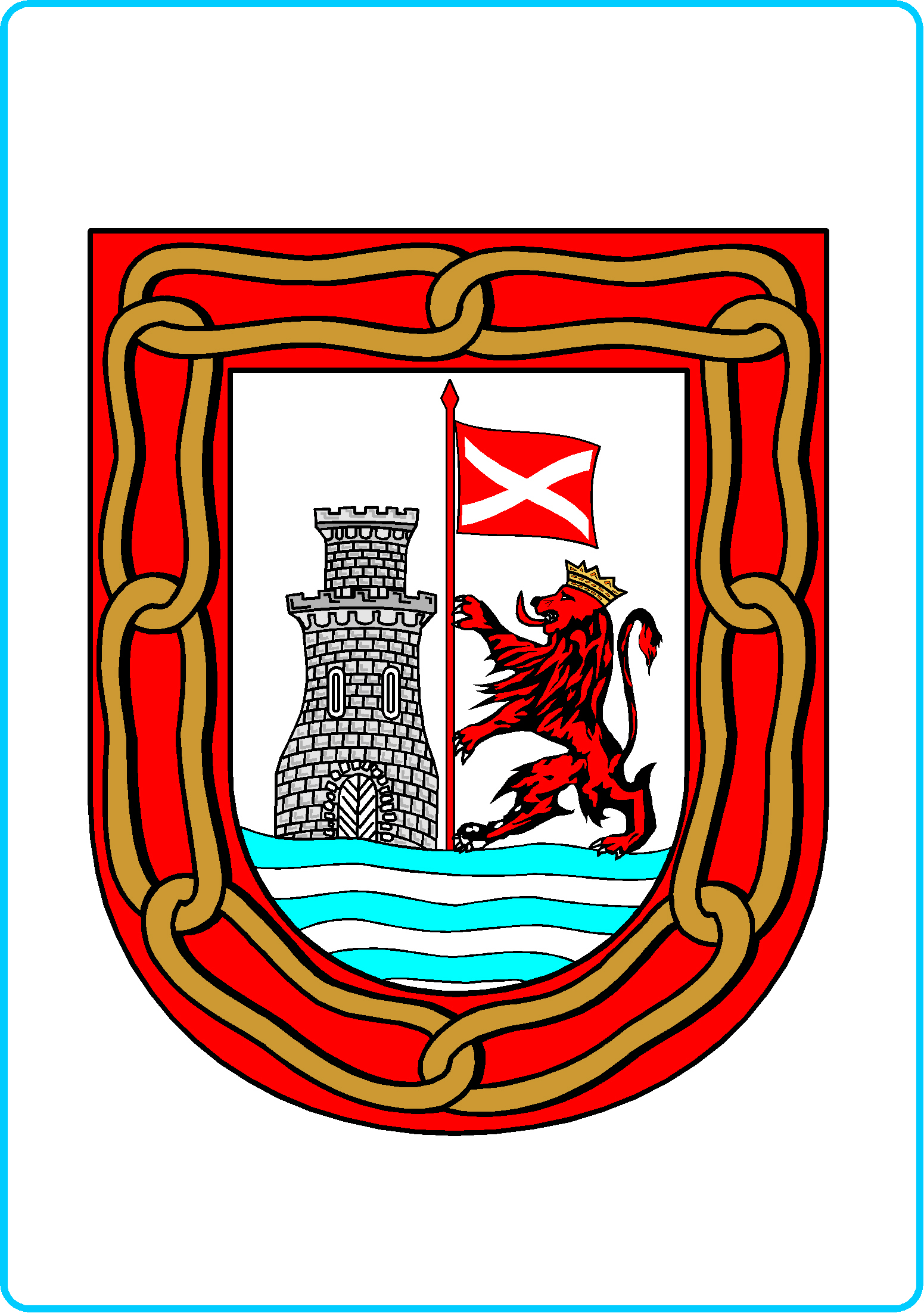
Versión original del escudo de armas oficial del Corregimiento de Santiago de Guayaquil desde la administración del capitán Don Diego de Urbina.

### La pugna por la heredad de los regimientos y las Alcaldías ordinarias entre los Castro con otros Vecinos
En la Ciudad de Santiago de Guayaquil, en cuatro días del mes de Enero de mil y seiscientos y cuarenta años, se juntaron a Cabildo, como lo han de costumbre los Señores Justicia y Regimiento de esta Ciudad, es a saber: El Maestre de Campo Don Juan de Hinojoza y Chávez, Caballero de la Orden de Santiago, corregidor y justicia mayor de esta Ciudad, por Su Majestad; Francisco Díaz Bravo, Regidor y Alcalde; y Diego de Orozco Briceño, Regidor y Alcalde; y el Capitán Juan Pérez de Vargas, Alguacil Mayor; y Don Antonio de Castro, Provincial de la Santa Hermandad; y Diego Navarrete del Castillo, Depositario General; y Francisco Castañeda, Fiel Ejecutor, y con asistencia del Capitán Joan de Ayala, Procurador General, se trató y acordó lo siguiente:

En este Cabildo se leyó la petición que Jacinto de Guzmán y Don Joseffe de Salinas presentaron de contradicción de elecciones el día de año nuevo, y vista fueron dando sus votos en esta manera: El Capitán Joan Pérez de Vargas, dijo que se les dé el testimonio que piden, con un tanto de la contradicción de Francisco de Castañeda y declaración que tiene hecha ante el presente Escribano Francisco Díaz Bravo, de cómo pertenece el oficio que tiene de Regidor a Toribio de Castro y la cláusula del testamento que el susodicho otorgo, so cuya disposición falleció, de cómo eran suyos y por sus bienes declaro los oficios del dicho Francisco Díaz, Benito Díaz Bravo, Diego de Orozco Briceño, Jacinto de Guzmán y Don Joseffe de Salinas; los dos (primeros de suso) cunados suyos, el otro su primo, otro su sobrino y otro su nieto y sobrino de Don Antonio de Castro, Provincial de la Santa Hermandad, dijo del dicho Toribio de Castro, para que, visto todo ello por Su Excelencia provea en el caso lo que fuere servido para que se guarde y ejecute lo que mandare, porque la pretensión de este Cabildo solo ha sido atender al servicio de Su Majestad, en esta razón y no otros fines ningunos. Y, Francisco Gutiérrez Calderón dijo, ser este (por el) parecer del Capitán Joan de Vargas, el suyo. El Capitán Diego de Orozco dijo: que se les dé el testimonio que piden. Y el Capitán Don Antonio de Castro, dice que se les dé el testimonio que piden, con lo más que contiene su petición. Y Francisco Díaz Bravo, Regidor, dijo que se les dé el testimonio que piden las partes, Y Diego Navarrete, Depositario, dice que se les dé el testimonio que piden. Y Francisco de Castañeda, dijo que su parecer es el del Capitán Joan Pérez de Vargas, de que se les dé el testimonio con tofos los autos que cita. Y el Depositario dijo que se le dé con los autos que cita, el Capitán Joan de Vargas. Y el Corregidor mando que se le dé el testimonio con todos los autos citados por unas partes y otras, y por el desacato (y poco recato) con que hablan en la petición los condeno y multo en veinte pesos para la Cámara de Su Majestad a cada uno, y que hasta que los paguen estén presos y no salgan de la Carcel. Y, luego, presento otra petición Francisco de Castañeda de contradicción contra los recibimientos de los oficios de Regidores, a que se proveyó lo que parece por ellos. Con lo cual se acabó este Cabildo y lo firmaron, los Capitulares.

Don Juan de Hinojoza y Chávez. Francisco Díaz Bravo. Diego de Orozco Briceño. Juan Pérez de Vargas. Don Antonio de Castro y Guzmán. Diego Navarro Navarrete. Francisco de Castañeda. Francisco Gutiérrez Calderón. Joan de Ayala.

Ante mí; Lorenzo de Bances León.
Escribano de Cabildo.
 Acta del Cabildo de Guayaquil (4 de Enero de 1640)

## De Ciudad Vieja a Ciudad Nueva

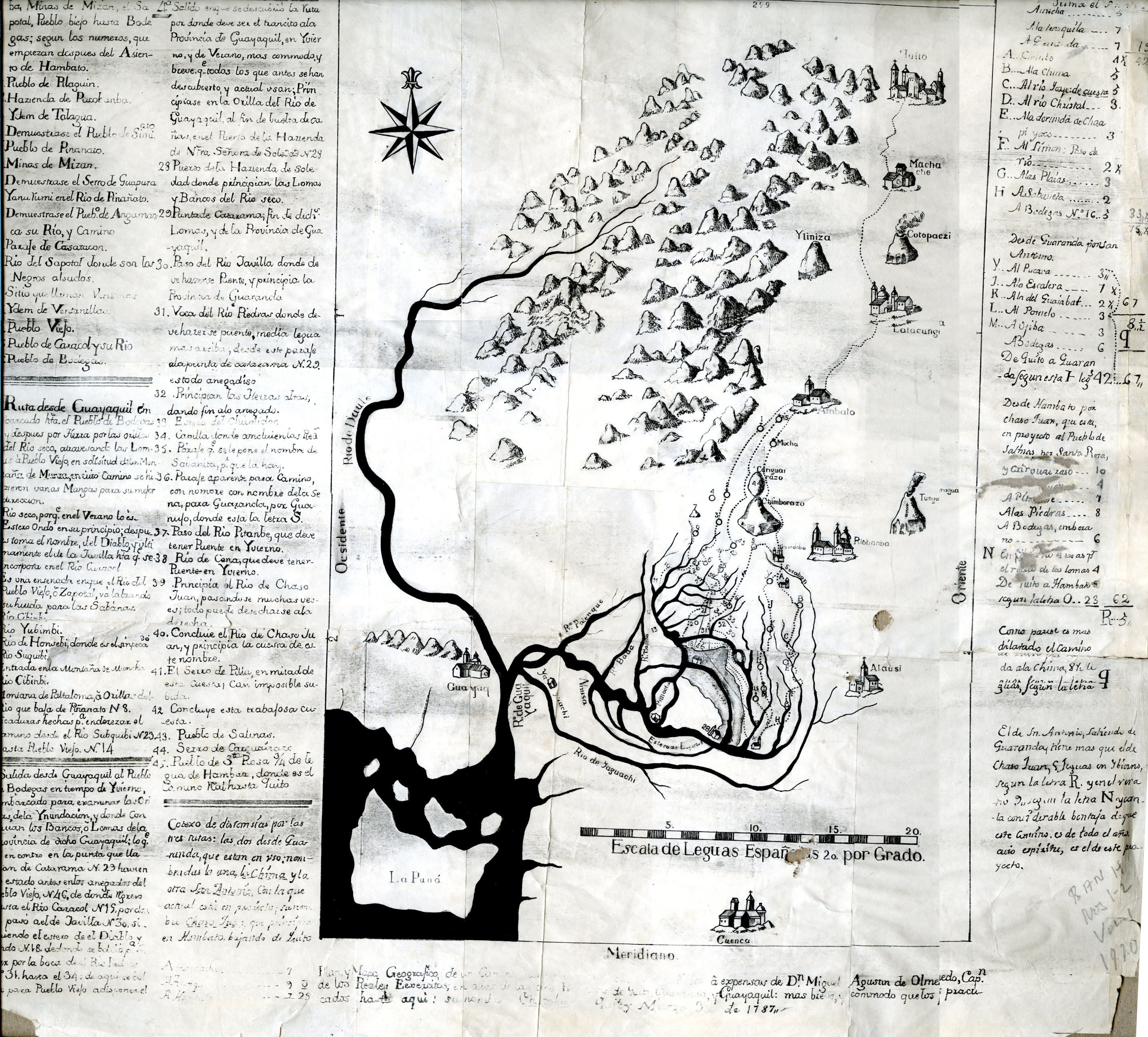
Dibujo del Camino Real desde la Ciudad de Guayaquil hasta la de Quito, llamada también Ruta Colonial de Caminos Vecinales donde se articulaba la costa y la sierra de la Audiencia de Quito. En el invierno (mediados de diciembre-mediados de mayo) era casi imposible acudirlo por lo que se buscaban caminos alternos y en el verano (abril-términos de noviembre) se aprovechaba la estabilidad de la tierra para el trajín de toda clase de abastos y el proceso de las diligencias burócráticas.

Durante el corregimiento de Guayaquil la maniobra colonial más importante de la época fue el traslado de la ciudad y la mudanza de sus edificios administrativos y religiosos desde el cerro Santa Ana o Cerrito Verde hacia la actual zona que ocupa el Palacio de Cristal y el Palacio Municipal que en esa época era llamado Puerto de Cazones por disposición de un cabildo abierto que los hizo decreto, esto daría origen al nacimiento de Ciudad Nueva que reformaría y cambiaría completamente el aspecto de la urbe porteña hasta la actualidad. El principal fragmento del documento oficial dice lo siguiente a cerca de la movilización continua de Santiago de Guayaquil:

En el Nombre de Dios, Amén, Jesús.
En la Muy Noble y Leal Ciudad de Santiago de Guayaquil, en once días del mes de julio de mil seiscientos y ochenta y ocho años, sus mercedes: General Don Fernando Ponce de León, corregidor y justicia mayor de esta ciudad y su jurisdicción por su Majestad; y el Capitán Juan de Aguirre, Alcalde Ordinario de ella y su jurisdicción, dijeron: Que por cuanto tienen tratado se pretenda mudar la ciudad al Puerto de Cazones y para ellos es necesario que este Cabildo dé poder á persona ó personas que puedan hacer dicha pretensión, y por cuanto no hay capitulares ni Procurador General que atienda al bien público y representación que han hecho los vecinos por diferentes memoriales, convenía hacer Cabildo Abierto para que la ciudad y sus moradores asistan a proponer lo que más les convenga, y que se nombre Procurador para dicho efecto, y que sea persona capaz é idónea; y porque concurren las calidades necesarias en el Capitán Don Jacinto Morán de Butrón, en nombre de S.M. y en nombre de dicho Cabildo le nombra para Procurador General de la ciudad, el cual acepte y jure; y siendo presente lo aceptó y juró en forma de derecho, de usarlo bien y fielmente, con lo que entraron a dicho Cabildo [...]; y otras muchas personas que residen o que no son vecinos, con otros sacerdotes, y, asimismo los maestros y oficiales de la maestranza de la ribera de todos (los) oficios, y siendo presentes se les fueron leídas las proposiciones de los memoriales que dichos vecinos y oficiales presentaron y la Cédula de Merced que este Cabildo tiene para trajinar el cacao y frutos de la tierra al puerto de Acapulco, y otras cosas tocante a esta materia para conferirlo mejor.Y habiéndose visto se acordó lo siguiente: Y todos juntos “invoce, nemine discrepante”, atendiendo a la utilidad que será al bien público, el que se mude la ciudad, con los motivos representados en los memoriales presentados por los vecinos, acordaron y dijeron: Que se dé poder a Don Alonso de Mestanza y a las más personas que convenga para que puedan pedir sobre ello en la Real Audiencia de Quito o Gobierno Superior, o en el Real y Supremo Consejo de Indias, todo aquello que conduzca a la mudanza de dicha ciudad y fortificación de ella, para que se apliquen los medios destinados por su Señoría el Señor Presidente de Quito y los más que convengan, y pedir otras y cualesquiera mercedes favorables así a la dicha mudanza como al bien público y conservación de los vecinos, vasallos, de Su Magestad que Dios Guarde y que este Cabildo remita los medios necesarios para los costos y gastos de la dicha pretensión. Con lo cual se acabó el dicho cabildo y lo firmaron. (Se anotan otros formulismos y el nombre de todos los vecinos firmantes, junto a los del Corregidor, el Alcalde ordinario y el Escribano Real.
Fragmento Principal en que se Anota el Cabildo Abierto y Decreto de Movilización de la Ciudad de Santiago de Guayaquil hallado en el Tomo VI de las Actas Coloniales desde 1682 a 1689.

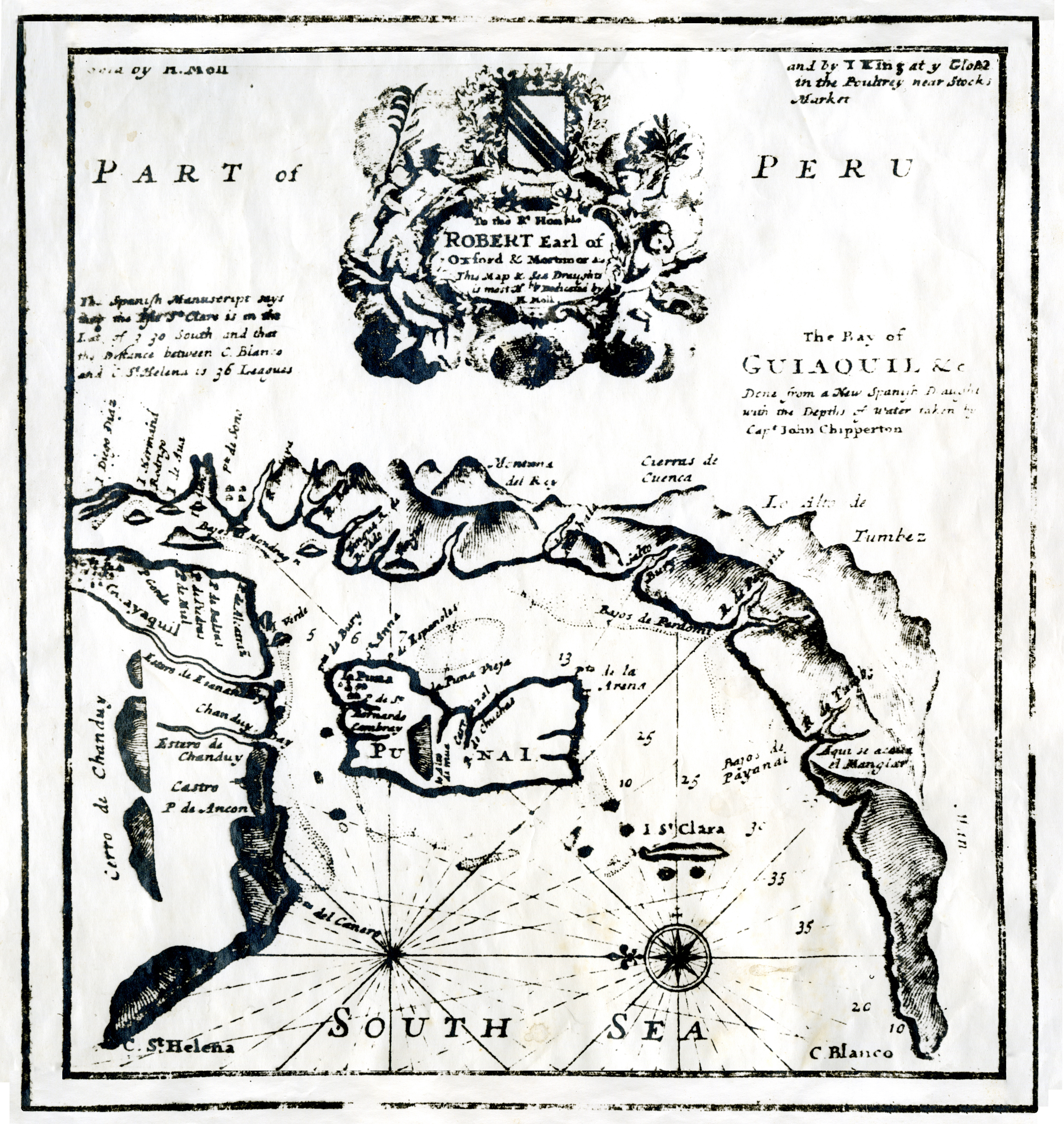
El Golfo de Guayaquil visto por John Clipperton, cuya publicación está dedicada al Conde inglés Robert de Oxford.
Plano oficial de Guayaquil hacia 1741 que connota la mudanza primitiva y moderna de la urbe con la existencia de Ciudad Nueva y Ciudad Vieja
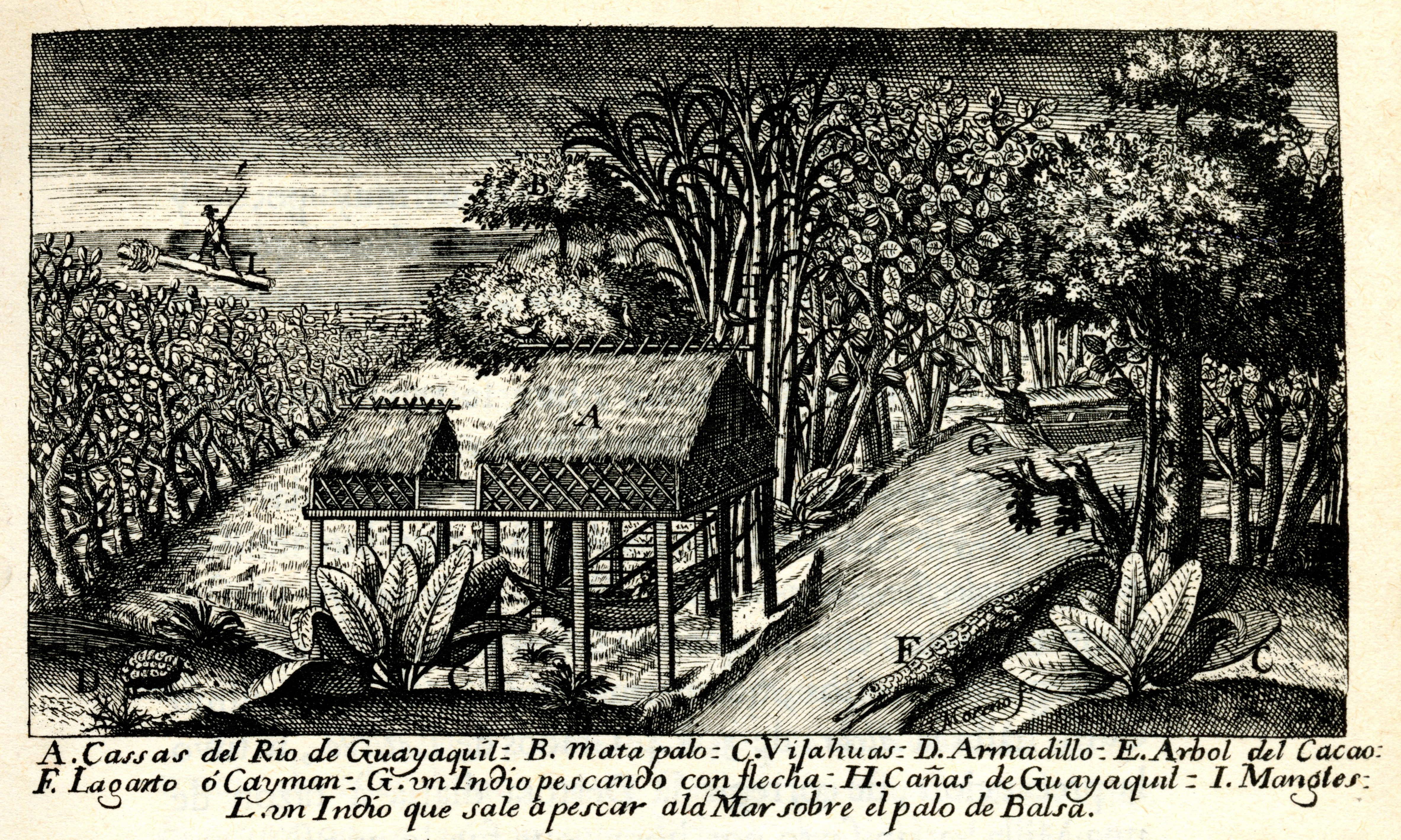
Paisaje del Corregimiento de Guayaquil según la Relación del Viaje a la América Meridional, de Jorge Juan y Antonio de Ulloa
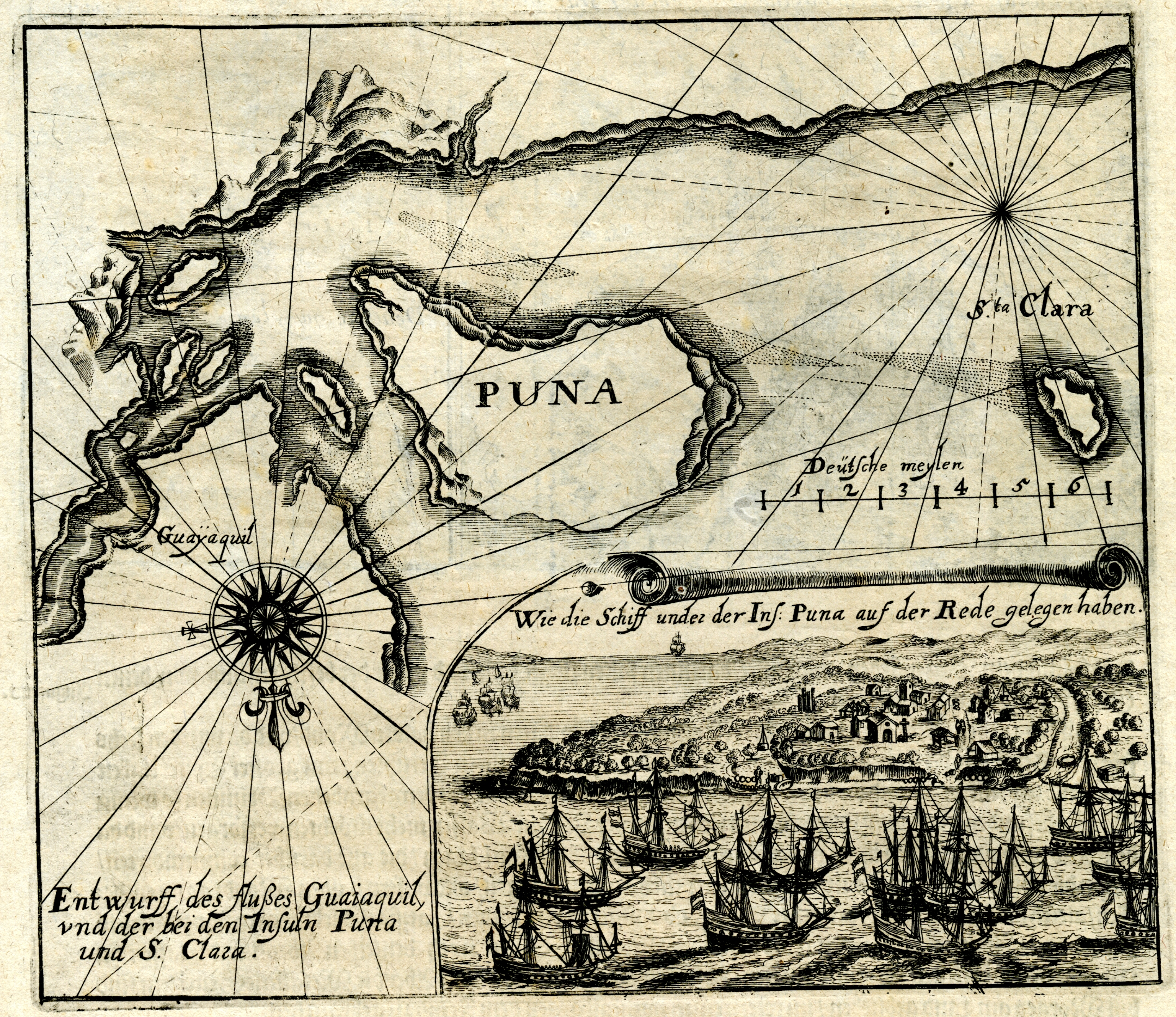
Asedio a la Isla Puná de una Escuadra dirigida por Jacques L'Hermite, según un grabado de 1630.

## Lista de los tenientes y corregidores de Guayaquil y sus jurisdicciones competentes
La persona nombrada Corregidor de Guayaquil hasta mediados del siglo XVII aparece su nombramiento ligado a la tradicional vinculación histórica con la ciudad de San Gregorio de Puerto Viejo, incluyéndose textualmente esto en las provisiones originales que se refieren al título como Corregidor de Guayaquil y Puerto Viejo. Aunque en la realidad administrativa los corregidores nunca gobernaron físicamente la dirigencia político-judicial de la ciudad de Puerto Viejo sino que esto quedaba en la manera simbólica de uso, puesto que estos tenían sus representantes oficiales ante el cabildo de la referida ciudad que fueron denominados teniente de corregidor o Lugarteniente del Corregidor y Puerto Viejo era reconocido con la categoría de Tenencia o Tenientazgo. Guayaquil y Puerto Viejo en primera instancia desde sus respectivas fundaciones fueron Tenencias que estuvieron supeditadas a la autoridad de la Gobernación de Nueva Castilla, a la Gobernación de Quito y posteriormente al Corregimiento de Quito hasta 1552 cuando se intuyó la inauguración del Corregimiento, en lo cual ambas tenencias se unificaron.

### sigloXVI-Casa de Austria

#### Titulaciones de Lugartenientes de Gobernador y Tenientes de Corregidor
- Mariscal Diego de Almagro lugarteniente de capitán general, fundador de Santiago de Quito el 15 de agosto de 1534.
- Diego de Daza, teniente de corregidor de Santiago de Quito (1534-1535) durante las estancias inestables de la ciudad entre la laguna de Colta y las llanuras de Riobamba hasta el Estero de Dimas.
- Capitán Hernando de Zaera (1536), teniente de corregidor de Santiago de Guayaquile en Chaday a orillas del Río Yaguachi.
- Capitán Francisco de Orellana, teniente de corregidor de Santiago de La Culata (1537) durante la estancia de esa ciudad entre la desembocadura del Río Babahoyo y el Río Daule.
- Capitán Diego de Urbina, teniente de corregidor de Santiago de Guayaquil durante la estancia de la ciudad a orillas del margen izquierdo del Río Daule (1538-1542), nombrado por el virrey Blasco Núñez Vela.
- Capitán Rodrigo de Vargas y Guzmán, teniente de corregidor y justicia mayor (1543).
- Capitán Manuel de Estacio, teniente de corregidor en la ubicación definitiva del Cerro Santa Ana o Cerrito Verde (1547-1550), nombrado por Gonzalo Pizarro.
- Cristóbal de Villalta, teniente de corregidor (1551).

#### Titulación de corregidor y justicia mayor
El Corregidor por orden del Rey tendría un sueldo de mil pesos ensayados.
- Jorge de Alvarado, corregidor y justicia mayor de Santiago de Guayaquil (1552-1557), con nombramiento del rey Carlos I.
- Jerónimo Ramírez Rico, corregidor y justicia mayor de Santiago de Guayaquil (1558-1562), nombramiento del gobernador de Quito y capitán general Gil Ramírez Dávalos.
- Licencidado Salazar de Villasante, oidor de la Real Audiencia de Quito, corregidor y justicia mayor al mismo tiempo de Guayaquil, Quito, Puerto Viejo y Cuenca (6 de abril de 1563-? ) nombrado provisionalmente por el virrey Diego López de Zúñiga y Velasco el 9 de febrero de 1563.
- Martín Ramírez de Guzmán, teniente de corregidor encargado del Corregimiento (1563-27 de abril de 1564)
- Alonso Manuel de Anaya, corregidor, justicia mayor y juez de residencia al mismo tiempo de Guayaquil, Quito, Puerto Viejo y Cuenca (27 de abril de 1564-? )
- Capitán Andrés Contero, corregidor y justicia mayor (1564-1568)
- Hernando de Zúñiga, corregidor y justicia mayor (1570-1577)
- Capitán Jerónimo de Reinoso y Piedrola, caballero de la Orden de Santiago, corregidor y justicia mayor (1579-158?)

### sigloXVII-Casa de Austria
- Ordoño de Aguirre; corregidor y justicia mayor (1602-1607)
- Maestre de Campo Antonio de Arce, corregidor y justicia mayor (1607-1609) nombrado por Felipe III.
- José de Castro y Guzmán, corregidor y justicia mayor provisional (1609-1610)
- Capitán Cristóbal de Arístegui, corregidor y justicia mayor (1613-1616) nombrado por Felipe III.
- Maestre de Campo Toribio de Castro y Guzmán, corregidor y justicia mayor (1616) con nombramiento del virrey Francisco de Borja y Aragón desde el 5 de marzo de 1616.
- Capitán Andrés Morán de Butrón, corregidor y justicia mayor (1617).
- Maestre de Campo Antonio de Salinas, corregidor y justicia mayor (1618-1623) con nombramiento de Felipe III.
- Maestre de Campo Diego de Portugal, corregidor y justicia mayor (1624-1627).
- Maestre de Campo Francisco Pérez Navarrete (1627-1629) con nombramiento de Felipe IV.
- Francisco de Noboa y Sotelo, corregidor y justicia mayor (1630-1633).
- Pedro Alfonso Casco, teniente de corregidor (1634-13 de febrero de 1635, fecha en que falleció).
- Maestre de Campo Don Baltazar Malo de Molina; corregidor y justicia mayor (17 de octubre de 1635 – 16 de enero de 1640) con nombramiento de Felipe IV.
- Maestre de Campo Juan de Hinojoza y Chávez, caballero de la Orden de Santiago, corregidor y justicia mayor (16 de enero de 1640-1642) con nombramiento de Felipe IV.
- General Martín de Valenzegui, corregidor y justicia mayor (1643)
- Maestre de Campo Miguel Navarro Goyenete, corregidor y justicia mayor (28 de abril de 1644 –tras su fallecimiento el 3 de marzo de 1649) con nombramiento de Felipe IV.
- Capitán Matías de Bárcena Callejas, teniente de corregidor y gobernador de las Armas (4 de marzo de 1649-20 de abril de 1649) nombrado provisionalmente por el cabildo de Guayaquil hasta la llegada de su sucesor.
- Capitán Francisco Díaz Bravo, corregidor y justicia mayor (20 de abril de 1649-10 de mayo de 1649) nombrado por el presidente de la Real Audiencia de Quito Martín de Arriola.
- Pedro Gonzales del Castillo, corregidor y justicia mayor (junio de 1649-julio de 1649) con nombramiento del Virrey del Perú García Sarmiento de Sotomayor.
- Sargento mayor y ayudante real Francisco Vásquez de Silva, corregidor y justicia mayor (7 de agosto de 1649-tras su fallecimiento el 2 de julio de 1653) con nombramiento de Felipe IV.
- José de Verganzo y Gamboa, corregidor y justicia mayor (28 de julio de 1653-23 de septiembre de 1653) con nombramiento de la Real Audiencia de Quito.
- Jorge de Rivera, caballero de la Orden de Santiago, corregidor y justicia mayor (13 de septiembre de 1653-5 de agosto de 1655)
- General Manuel de la Torre y Berna, caballero de la Orden de Alcántara, corregidor y justicia mayor (5 de agosto de 1655-1 de enero de 1657).
- General Francisco de Abad y Quiroga, corregidor y justicia mayor (1 de enero de 1657-15 de abril de 1660).
- General Manuel de la Torre y Berna, caballero de la Orden de Alcántara (segundo Periodo), corregidor y justicia mayor (11 de abril de 1660-2 de enero de 1662).
- General Diego de Torres Altamirano, corregidor y justicia mayor (2 de enero de 1662-hasta su fallecimiento el 27 de mayo de 1666) con nombramiento de Felipe IV.
- Isidro Ramírez, teniente de corregidor y justicia mayor (27 de mayo de 1666-3 de julio de 1666).
- Capitán Martín Martínez de Toda, corregidor y justicia mayor (3 de julio de 1666-2 de noviembre de 1666) nombrado por la Real Audiencia de Quito con fecha del 13 de junio de 1666.
- General Álvaro Miguel Vallejo, corregidor y justicia mayor (2 de noviembre de 1666-3 de diciembre de 1667) con nombramiento de la Real Audiencia de Lima con fecha del 30 de agosto de 1666.
- Capitán de caballería Antonio de Paz Duque de Estrada, caballero de la Orden de Alcántara, corregidor y justicia mayor (3 de diciembre de 1667-22 de julio de 1674) con nombramiento de Carlos II.
- Gaspar de Argandoña, corregidor y justicia mayor (22 de julio de 1674-hasta su muerte el 20 de marzo de 1675) con nombramiento de Carlos II.
- General Tomás Félix de Argandoña (hijo del corregidor anterior), corregidor y justicia mayor (1675-22 de julio de 1680) con nombramiento del presidente de la Real Audiencia de Quito.
- General Domingo de Iturri Castello, corregidor y justicia mayor (1681-25 de julio de 1686) con nombramiento de Carlos II.
- General Fernando Ponce de León, corregidor y justicia mayor (25 de julio de 1686-hasta su muerte el 8 de mayo de 1694) con nombramiento de Carlos II.

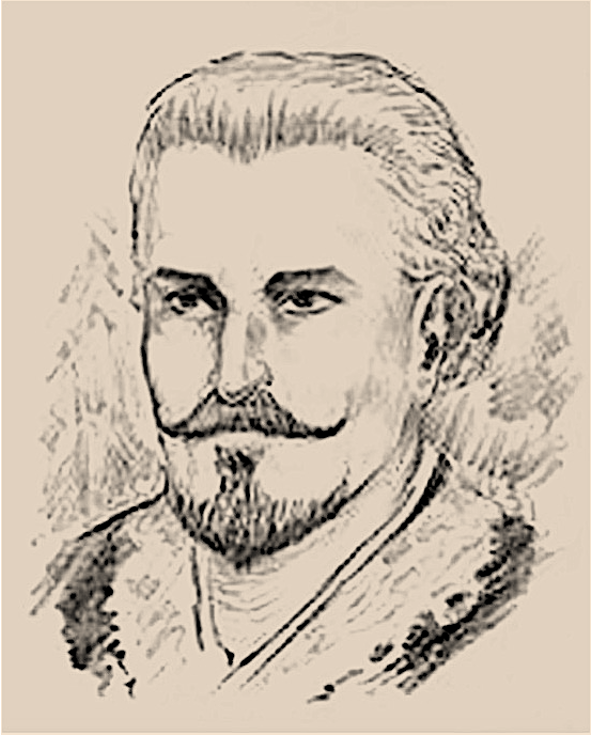
Mata Ponce de León Presidente de la Real Audiencia de Quito

- Mata Ponce de León Presidente de la Real Audiencia de QuitoCristóbal Cevallos Morales y Borja, corregidor y justicia mayor (8 de mayo de 1694-2 de julio de 1694) con nombramiento del presidente de la Real Audiencia de Quito Mateo de la Mata Ponce de León.
- General Luis López de Haro, corregidor y justicia mayor (2 de julio de 1694-21 de julio de 1696) con nombramiento del virrey del Perú Melchor Portocarrero Lasso de la Vega. Posiblemente fue el último corregidor que sesionó los cabildos en los edificios de Ciudad Vieja a la intemperie localizada en la ladera principal del Cerro Santa Ana ya que las Casas de Cabildo fueron desocupadas en 1697 y enviadas a derribar el 18 de julio de 1698 por el nuevo cabildo.
- General Juan Ignacio de Álava y Barrientos, corregidor y justicia mayor (21 de julio de 1696-4 de marzo de 1699) con nombramiento de Carlos II. Fue el primer corregidor que sesionó los cabildos alrededor de la Plaza de Armas en el nuevo establecimiento neurálgico de la urbe conocido originalmente como Puerto de Cazones del sitio La Sabaneta, que posteriormente se denominó de manera oficial Ciudad Nueva según el cabildo celebrado el 11 de octubre de 1697.
- General Blas García de la Peña, corregidor y justicia mayor (4 de marzo de 1699-4 de febrero de 1701).

### sigloXVIII-Casa de Borbón
- General Juan Ignacio de Álava y Barrientos (segundo periodo), corregidor y justicia mayor (4 de febrero de 1701-hasta su muerte el 14 de mayo de 1701).
- Capitán Antonio Cuadrado, Regidor, corregidor y justicia mayor (14 de mayo de 1701-4 de junio de 1701).
- General Fernando de la Lastra y Riva Agüero, corregidor y justicia mayor (4 de junio de 1701-hasta su muerte el 27 de junio de 1701) con nombramiento de la Real Audiencia de Quito fechado el 18 de mayo de 1701.
- Capitán Juan de Zozaya y Lecuberria, corregidor y justicia mayor (27 de junio de 1701-20 de agosto de 1701) con nombramiento del virrey del Perú, el conde de la Monclova.
- General Pedro Tello de Meneses, corregidor y justicia mayor (20 de agosto de 1701-tras su muerte el 3 de agosto de 1705) nombrado por Felipe V.
- Capitán Francisco de la Torre (corregidor provisional por muerte del corregidor anterior y elegido por el cabildo con privilegio por ser el alcalde ordinario más antiguo), alcalde ordinario, corregidor y justicia mayor (3 de agosto de 1705-14 de agosto de 1705).
- Capitán Tomás Coello del Castro, corregidor y justicia mayor (14 de agosto de 1705-28 de noviembre de 1705) nombrado por la Real Audiencia de Quito.
- Francisco Tirado de Cuenca, corregidor y justicia mayor (28 de noviembre de 1705-8 de febrero de 1707) nombrado por el virrey del Perú, conde de la Monclova.
- Sargento mayor y maestre de campo Jerónimo de Boza y Solís y Pacheco (caballero de la Orden de Santiago desde 1714 y primer Marqués de Casa Boza desde el 11 de julio de 1736) corregidor y justicia mayor (8 de febrero de 1707-27 de enero de 1708) con nombramiento de Felipe V. Contrajo nupcias en Guayaquil con Petronila de Villamar y Tomalá del Castillo, descendiente directa del cacique principal de la Isla Puná Diego de Tomalá quien recibió Escudo de Armas, del conquistador Sebastián de Benalcázar y Gabriel Rojas.
- Fernando Bravo de Laguna, corregidor y justicia mayor (27 de enero de 1708-hasta su muerte el 2 de mayo de 1708) fue elegido por el cabildo porteño de forma provisional.
- Capitán Nicolás de Herrera y Campusano, alcalde ordinario, corregidor y justicia mayor (2 de mayo de 1708-19 de junio de 1708) fue elegido por el cabildo en sustitución tras la muerte del anterior en la forma provisional por tener privilegio de ser el alcalde ordinario más antiguo.
- General Agustín de Buitrón, teniente de capitán general y justicia mayor (19 de junio de 1708-20 de agosto de 1708) nombrado por el entonces presidente de la Real Audiencia de Quito y excorregidor de Guayaquil, el capitán Juan de Zozaya y Lecuberria.
- Capitán Antonio de Boza y Solís (hijo del maestre de campo Jerónimo de Boza y Solís y Pacheco), corregidor y justicia mayor (20 de agosto de 1708-25 de noviembre de 1708) nombrado por el virrey del Perú Manuel de Oms y de Santa Pau.
- Sargento mayor y maestre de campo Jerónimo de Boza y Solís y Pacheco (segundo periodo), corregidor y justicia mayor (25 de noviembre de 1708-23 de junio de 1710).
- General Pablo Sáez y Durón, corregidor y justicia mayor (23 de junio de 1710-1715)
- José Crespo y Lozano, corregidor y justicia mayor (1716-1719)
- General Juan Miguel de Oteiza y Ubiria, corregidor y justicia mayor (1719–3 de marzo de 1721)
- General José de Frías, corregidor y justicia mayor (3 de marzo de 1721-20 de junio de 1722) nombrado por el virrey del Perú Fray Diego Morcillo Rubio de Auñón.
- General y teniente de capitán general  Diego Francisco de Echarri y Xavier, corregidor y justicia mayor (20 de junio de 1722-9 de octubre de 1727) nombrado por Felipe V.
- General Juan Roque de Ahumada, corregidor y justicia mayor (9 de octubre de 1727-1 de diciembre de 1729) nombrado por el virrey del Perú José de Armendáriz y Perurena.
- Juan Miguel de Vera y Gastelú, caballero de la Orden de Santiago, corregidor y justicia mayor (19 de diciembre de 1729-1 de enero de 1737) nombrado por el virrey del Perú y marqués de Castelfuerte.
- General Joaquín de Mendizaña, corregidor y justicia mayor (1 de enero de 1737-21 de julio de 1737) nombrado por el virrey del Perú Antonio José de Mendoza Caamaño y Sotomayor.
- General, capitán de Mar y Tierra y teniente de capitán general Pedro de Echevers y Zubiza, corregidor y justicia mayor (21 de julio de 1737-10 de febrero de 1747) nombrado por Felipe V.
- Sargento mayor José Clemente de Mora y León, corregidor y justicia mayor (10 de febrero de 1747-18 de noviembre de 1748) nombrado por Fernando VI.
- Manuel Moreno y Ollo, corregidor y justicia mayor (18 de noviembre de 1748-24 de febrero de 1754) nombrado por el virrey del Perú Don José Antonio Manso de Velasco.
- General y teniente de capitán general Manuel Fernández de Avilés, corregidor y justicia mayor (24 de febrero de 1754-17 de junio de 1762) nombrado por Fernando VI.
- General José Ruiz de Cortázar, corregidor y justicia mayor (17 de junio de 1762-11 de octubre de 1763) fue el último corregidor de Guayaquil con titulación de dicha entidad para ser sustituido después por la merced del rey Carlos III que por disposición elevó el corregimiento en mayor jerarquía a Gobernación Civil y Militar por medio de la cual su máxima autoridad pasó a titularse ahora como Gobernador.